# April Kepner
April Kepner, M.D., F.A.C.S. é uma personagem fictícia da série de televisão de drama médico Grey's Anatomy, exibida na American Broadcasting Company (ABC) nos Estados Unidos. A personagem foi criada pela produtora da série Shonda Rhimes e é interpretada pela atriz Sarah Drew. Ela foi apresentada no episódio "Invasion" como uma residente cirúrgica do Mercy West Hospital, que se junta à equipe do Seattle Grace. A personagem foi originalmente programado para aparecer em dois episódios, mas o contrato de Drew foi estendido para o restante da sexta temporada, com ela se tornando um membro regular na sétima temporada. As principais histórias da personagem envolveram suas lutas profissionais, suas crenças religiosas e seu relacionamento com seu melhor amigo e agora ex-marido Jackson Avery. A história da personagem termina com a décima sétima temporada.
Embora inicialmente tenha se concentrado em neurocirurgia durante sua residência devido à sua queda por Derek Shepherd, Kepner finalmente decide a cirurgia de trauma como sua especialidade. Depois de falhar em seu exame, Kepner parte, mas retorna como assistente cirúrgica quando o Chefe Owen Hunt oferece seu trabalho de volta. A ABC observou sua determinação, rigor e inteligência como suas principais características, enquanto sua insegurança, excesso de ansiedade e vulnerabilidade foram destacadas como sua principal fraqueza. A personagem recebeu críticas mistas dos críticos inicialmente, mas elogios posteriores foram confirmados pelo crescimento de sua personagem.

## História
April Kepner nasceu em Columbus, Ohio, em 23 de abril de 1982. Sua mãe, Karen, é professora, e o pai, Joe, agricultor. Ela é a segunda de quatro filhas;  suas irmãs são Libby, Kimmie e Alice. Kepner é inicialmente um residente cirúrgica no Mercy West Hospital. Ela se junta à equipe do Seattle Grace Mercy West após a fusão dos dois hospitais, ao lado de Jackson Avery (Jesse Williams), Reed Adamson (Nora Zehetner) e Charles Percy (Robert Baker). É revelado que Kepner possuía um diário vermelho, no qual ela escrevia todos os seus sentimentos e pensamentos, tal caderno é roubado por Lexie Grey (Chyler Leigh). Grey usa as informações pessoais escritas no caderno para chantagear Kepner, mas depois pede desculpas. Depois que ela cometeu um erro que levou à morte de um paciente, ela é demitida pelo chefe Richard Webber (James Pickens, Jr.). No entanto, Derek Shepherd (Patrick Dempsey) a contrata quando ele se torna o novo chefe de cirurgia. Como ela não está mais confiante, ela passa seu tempo fazendo recados para Shepherd e desenvolve uma queda por ele, ganhando o apelido de "lacaio de Shepherd". No final da sexta temporada, ela encontra o corpo de sua melhor amiga Reed Adamson, que foi baleada. Mais tarde, ela encontra o atirador, Gary Clark, que a deixa ir depois que ela conta sobre sua vida depois de lembrar de uma técnica que ela diz ter aprendido com a Oprah. Após o tiroteio, Kepner e Avery se mudam para a casa de Meredith Grey (Ellen Pompeo).
Kepner revela que é virgem porque é cristã e fez uma promessa a Deus de permanecer virgem até se casar. Ela também afirma que acha que os homens a acham irritante. Depois de gritar com Alex, Meredith, Lexie e Jackson sobre segredos, ela afirma que o fato de ser uma virgem de 28 anos não é uma conversa sobre bebidas. Ela mostra potencial como cirurgiã de trauma durante uma certificação de trauma. Ela desenvolve sentimentos por Alex Karev (Justin Chambers), que quase a faz perder a virgindade. Quando Avery, agora seu melhor amigo, descobre isso, ele agride Karev. Mais tarde, Kepner concorda em sair com Robert Stark, um cirurgião pediátrico, acreditando que ele tem um lado bom. Seus colegas residentes zombam dela, o que a leva a terminar com ele. April também impressiona Owen Hunt (Kevin McKidd) e ela finalmente recebe o cargo de residente-chefe no final da sétima temporada. Kepner inicialmente luta com seu novo status, pois seus colegas médicos não a ouvem e não a levam a sério.
Quando o final do quinto ano de residência está próximo, os residentes cirúrgicos, incluindo Kepner, se preparam para os exames do conselho para as diferentes bolsas que planejam ingressar. Na noite anterior ao exame, April perde a virgindade com Jackson. Isso faz com que ela reavalie sua fé durante os exames do conselho, fazendo com que os examinadores se sintam desconfortáveis. É revelado que ela é a única dentre os residentes que falhou em seus exames. Ela recebe telefonemas de outro hospital retirando suas ofertas de bolsas de estudo e é demitida do Seattle Grace Mercy West. Embora Avery tenha verdadeiros sentimentos por ela, ela o afasta porque acredita que ele se sente culpado por fazer sexo com ela. Como celebração da conclusão de suas residências, o ex-chefe de cirurgia Richard Webber organiza seu jantar anual para eles. A oitava temporada termina com Kepner, Avery, Karev e Webber esperando Meredith e Yang, porém eles não imaginam que elas foram vítimas de um acidente aéreo.
Meses depois, Hunt, que era o atual chefe de cirurgia da época, vai visitar April, que voltou para a fazenda de seus pais em Moline, Ohio. Após o trágico acidente de avião, ele oferece a ela uma posição de assistente no hospital. Quando ela volta para Seattle Grace, ela retoma seu relacionamento sexual com Avery, apesar de afirmar que quer voltar a virgindade. April tem um susto ao descobrir sua possível gravidez e Jackson promete que ele estará lá a cada passo, até se casar com ela, se ela for positiva. Quando April descobre que ela não está grávida, ela está muito feliz, mas inadvertidamente machuca os sentimentos de Jackson, dizendo que eles se esquivaram de uma bala, aparentemente emocionados por não precisarem mais se casar. Jackson termina com April.
April sugere a Jackson que cada um leve um acompanhante para o casamento de Bailey, na tentativa de seguir em frente. Jackson leva a interna Stephanie; os dois se ligam e, eventualmente, fazem sexo. Quando Jackson diz a April que está dormindo com outra pessoa, ela fica visivelmente arrasada e diz que eles não podem mais ser amigos até que ela o supere. Em seguida, um paramédico muito atraente chamado Matthew (Justin Bruening) pede a April um café e eles começam a se ver. Logo depois, ela se vira para Jackson para aconselhamento sobre namoro e é sugerido que Jackson ainda está apaixonado por ela quando ele mostra sinais de ciúme, mas Jackson supera seu ciúme e eles restabelecem sua amizade. Ela confessa a Matthew que não é mais virgem quando o levou a acreditar e ele terminou com ela porque ela mentiu para ele. No entanto, logo depois, Matthew perdoa April e eles voltam a se reunir. Ele pede que ela se case com ele e ela diz que sim. No final da temporada 9, April acha que ela perdeu Jackson quando um ônibus explodiu e diz que o ama, mas ele só tem alguns ferimentos. Ela continua noiva de Matthew enquanto Jackson sai com Stephanie. No casamento de dela com Matthew, Jackson percebe que ainda a ama e se levanta professando seu amor. Jackson e April fugiram e se casaram secretamente.
No começo de April e Jackson não contam a seus amigos sobre o casamento, mas depois contam por causa de uma nova regra no hospital. Catherine Avery não está nada feliz com a fuga de seu filho com April e o fato de que não houve um acordo pré-nupcial. Eles logo fazem as pazes depois de April assina um acordo pós-nupcial. Jackson e April logo enfrentam dificuldades quando percebem que têm opiniões diferentes na maneira de como seus filhos devem ser criados religiosamente. Pouco depois da briga, April percebe que está grávida. O bebê de April e Jackson é diagnosticado durante a gravidez com Osteogênese Imperfeita tipo 2 e descobrem que o bebê não sobreviverá muito tempo após o nascimento. Jackson acredita que o término da gravidez é a melhor opção, no entanto, April prefere dar à luz ao bebê sabendo que ele não viverá por muito tempo. Eles agendaram uma indução para o dia seguinte, no início da consulta, eles são solicitados a assinar a certidão de óbito do bebê, o que é muito difícil para o casal suportar. April não assina os papéis e volta ao trabalho no mesmo dia rezando por um milagre. Eles decidem dar à luz ao bebê por indução às 24 semanas de gestação, sendo batizados imediatamente. Ela deu à luz Samuel Norbert Avery, e ele morreu algumas horas após o nascimento. Nas semanas seguintes à morte de Samuel, April e Jackson acham difícil estar perto um do outro e ter intimidade um com o outro. Depois que April tenta seduzir Jackson em um armário de suprimentos, Jackson pergunta se ela tem certeza de que quer isso logo após a morte de seu filho, deixando April irromper com raiva. No final da temporada 11, April decide se juntar a Owen Hunt por 3 meses como cirurgiã de trauma no exército; isso não foi bem recebido por Jackson. Mas depois April afirma que ela precisa disso para lamentar Samuel - Jackson a deixa ir. Nos meses seguintes, April prolonga sua permanência no exército, causando um desgaste no casamento dela e de Jackson, já que Jackson raramente consegue contatá-la ou falar com ela por telefone. No dia de Natal, depois de já estar ausente por algum tempo, April anuncia a Jackson, durante um bate-papo por vídeo, que ela ficará por um período mais longo de serviço, Jackson fica bravo com April, mas a conversa é interrompida por sons de tiros e explosões do acampamento base de April , deixando-a para encerrar a ligação; Enquanto isso, Jackson não tem certeza se sua esposa está ferida ou se ela está voltando para casa. No dia dos namorados, April volta ao hospital surpreendendo Jackson e eles se abraçam no saguão.
Na temporada 12, April e Jackson passam por um processo de divórcio iniciado por Jackson. Na manhã antes de assinarem os papéis do divórcio, April descobre que ela está esperando um segundo bebê. Ela não informa Jackson, e ele é informado por Arizona Robbins, o que leva a uma tensão adicional. Depois que Catherine Avery convence Jackson a lutar pela custódia total de seu filho ainda não nascido, April faz uma ordem de restrição contra ele. O advogado dos Averys pede toda a documentação de seu casamento. Ao ler seus votos, Jackson percebe que eles devem resolver a situação do filho. Ele e April decidem criar o filho ou a filha juntos como amigos. As complicações surgem quando April precisa de uma cesariana e Ben Warren deve fazê-la sem anestesia ou outros medicamentos.
Nas temporadas 13 e 14, April enfrenta uma crise de fé quando começa a acreditar que pessoas boas são punidas e pessoas más recebem coisas boas. Ela percebe isso depois de tratar três pacientes aparentemente simples que são boas pessoas e morrem, incluindo a esposa grávida de Matthew (seu ex-noivo), após o parto. Robbins então diz a April que a culpa é dela. Como resultado, ela entra em um lugar escuro e usa festas e sexo para mascarar sua dor profunda. Ela ganha o apelido "The Party" pelos novos internos. Ela se recusa a deixar Jackson ajudá-la nesse período. No entanto, em meados da temporada 14, ela encontra uma paciente terminal que ajuda April a reafirmar sua fé. April começa a ver Matthew novamente e seu relacionamento é tornado público quando os dois estão envolvidos em um acidente de carro, onde April quase morre de hipotermia. No final da temporada, April e Matthew se casam.  Ela se demitiu do hospital para fornecer os cuidados médicos necessários às comunidades de rua em Seattle, algo que ela e Matthew estavam fazendo juntos de forma voluntária.
Jackson (Jesse Williams) vai atrás de April (Sarah Drew) no episódio 17×14 e assim que a vê, passa um filme em sua mente com todos os bons (e insanos) momentos que viveram quando estavam juntos.
Ao final da 18° temporada Jackson e April aparecem juntos como casal

## Desenvolvimento

### Castinge criação
Eu acho que é um personagem muito divertido e, é claro, participar desse programa é maravilhoso e emocionante para qualquer atriz de Hollywood.

—Drew sobre seu papel em Grey's Anatomy.
Drew foi escalada no final de setembro de 2009 e apareceu pela primeira vez no programa no quinto episódio da sexta temporada como um dos residentes do Mercy West Hospital após sua fusão com o Seattle Grace. Drew foi trazida a bordo de Grey's Anatomy depois de antigas colaborações com a produtora e criadora da série Shonda Rhimes; ela foi Uma atriz convidada em dois episódios de Private Practice em 2008 e foi uma dos principais atores do episódio piloto
da série de televisão de Rhimes Inside the Box (2009), que eventualmente não foi escolhido pela ABC. Sua adição ao elenco veio após a ausência de alguns dos membros centrais do elenco, principalmente a saída de Katherine Heigl após sua licença-maternidade e a ausência de Ellen Pompeo devido à gravidez
Drew foi contratada originalmente para protagonizar um arco de história, onde sua personagem seria demitida da série após dois episódios. Ela explicou: "Eu entrei no programa e me disseram desde o primeiro dia que eu só estaria lá por dois episódios. Eu não esperava nada além disso. Na manhã em que meu episódio de exibição foi ao ar, meu agente recebeu uma ligação que  eles estavam conversando sobre um contrato e eu fiquei completamente chocada." No entanto, ela foi promovida a um membro regular do elenco em 9 de junho de 2010 para a sétima temporada do programa. Rhimes disse na sequência das notícias: "Kepner foi realmente incluída no grupo" de Grey's Anatomy adicionando "Vai depender do que o estúdio e a rede decidirem fazer com esses atores, mas eu defendo plenamente [os personagens]". Drew recebeu o convite para sua promoção na manhã seguinte à transmissão do sexto episódio da sexta temporada em 29 de outubro de 2009. Ela descreveu o convite como uma "surpresa totalmente feliz."

### Caracterização
Eu amo a ideia de que existe essa pessoa que todo mundo odeia, mas todos eles têm que lidar e até se apoiar. Ela é uma delas, mesmo que a achem terrivelmente irritante, e acho isso meio charmoso.

A personagem de Drew foi chamada de inteligente, trabalhadora, completa e determinada pelos executivos de Grey's Anatomy. Mas ela também é considerada vulnerável, insegura, sensível e excessivamente ansiosa por seus colegas. Sobre o personagem, Drew disse: "April é uma médica muito, muito boa. Ela realmente sabe o que está fazendo, trabalhou muito e certamente quer dar o melhor de si e ficar por perto". mas também a descreveu como "irritante", "neurótica" e "realmente insegura". Na oitava temporada, a posição de April como residente-chefe e sua luta para controlar seus colegas residentes formaram o arco central de sua história. Rhimes explicou: "Assistir April tentando se encarregar de Cristina, Alex e Jackson é uma tarefa bastante impossível, e é feito para comédia, é uma das coisas mais engraçadas em que estamos trabalhando nesta temporada". Uma das características centrais de Kepner são suas crenças religiosas, sua castidade e seu exemplo de se salvar de alguém que ela realmente ama. Em uma entrevista, Drew avaliou que: "Certamente nunca houve uma virgem de 28 anos em Grey's. Eu nem acho que houve uma virgem de 28 anos na televisão. A menos que seja alguém que seja meio recluso. Uma médica normal, inteligente,.... bonita, saudável... que por si só é realmente fascinante, muito interessante e totalmente diferente. É legal ver alguém que é totalmente sem noção nessa área. Todos os outros [de Grey's Anatomy] parecem saber exatamente o que estão fazendo. Abril é totalmente, totalmente sem noção. Shonda disse a um dos diretores que existem virgens que fizeram todo o resto. Mas não April. April realmente não faz nada. Ela é completamente intocada."

### Relacionamentos

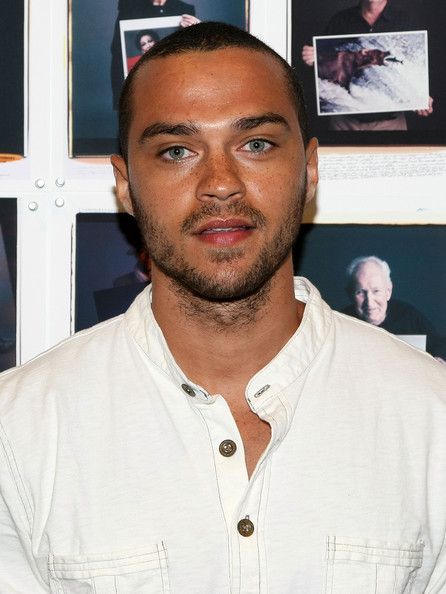
O encontro sexual de April e Jackson faz com que ela reavalie sua fé e ponha em risco o curso de sua carreira

Kepner entreteve vários relacionamentos ao longo de seu tempo em Grey's Anatomy. Em suas primeiras aparições, ela é apresentada como a melhor amiga e colega de quarto de sua companheira residente do Mercy West, Reed Adamson. No final da sexta temporada, quando Reed é tragicamente assassinada por Gary Clark durante o tiroteio, April é a primeira a encontrá-la quando ela tropeça em seu corpo morto. Na temporada sete, April forma uma amizade com Meredith Grey e ela finalmente se muda para sua casa. Ellen Pompeo diz sobre o vínculo delas: "Meredith aceitará April para fazer com que o público a aceite," e Drew explicou ainda: "Ela está sendo conectada à comunidade. Meredith realmente a tomou sob suas asas, está realmente cuidando dela. Ter Meredith vindo para April ajuda o público a chegar a April."
Ela desenvolve uma queda por Derek Shepherd na sexta temporada. Carina MacKenzie, do Los Angeles Times, chamou de "ridícula" e acrescentou: "April está babando por todo o chefe McDreamy. Vômito. ... Ela foi reduzida a uma criança de 12 anos com corações nos olhos e uma dolorosa incapacidade de ser sutil."  A própria Sarah estava cética em relação a isso, dizendo: "A maior coisa que as pessoas não gostaram do meu personagem foi que elas achavam que eu era uma ameaça para o relacionamento Mer/Der, que eu meio que achei super ridículo... Eu nunca vi isso como algo que pudesse acontecer, em algo que pudesse ameaçá-los. Eu só vi isso como uma pequena paixão realmente patética." Ela brevemente tem sentimentos por Alex Karev, que quase a faz perder a virgindade quando ele tenta dormir com ela no episódio "Something's Gotta Give". Wetpaint comentou que Alex a fazia se sentir "inútil e indesejada quando ela estava mais vulnerável". Kepner também namora brevemente o Dr. Robert Stark, um cirurgião pediátrico sênior. Depois que seus colegas residentes zombam dela, ela termina com ele, criando uma tensão entre eles. No entanto, é Stark quem a recomenda como residente-chefe para o Dr. Hunt. Drew declarou: "Ela vê um lado do Dr. Stark que ele não mostra a mais ninguém no hospital, e ela acha essa parte agradável... Eu acho que eles gostam da companhia."
No final da oitava temporada, Kepner embarca em um relacionamento com seu melhor amigo, Jackson Avery (Williams), para quem ela perde a virgindade e que eventualmente a leva a refletir sobre sua fé e falhar em seus conselhos. Críticos elogiaram a química entre April e Jackson. Rhimes comentou sobre a dinâmica entre os dois na temporada nove e ela disse: "Eu acho que vai ser engraçado, sexy e bom."

## Recepção
Inicialmente, Carina MacKenzie, do Los Angeles Times, elogiou muito a caracterização de Kepner, escrevendo: "Um dos meus favoritos Mercy Westers é a interna April (Sarah Drew). Sua atitude doce de sacarina e a falta de sinceridade dos olhos eram hilárias, assim como seu super-misterioso caderno rosa choque cheio de banalidades que elevam a moral" No entanto, ela criticou o desenvolvimento posterior de sua história, especialmente sua paixão por Derek Shepherd, chamando-a de "vômito". O PopSugar notou semelhanças entre Kepner e Lexie Grey, afirmando: "Eu sou o único que acha que a nova médica é como Lexie 2.0? A dinâmica delas me lembrou quando Lexie começou e tenta realmente agradar a Mer, mas recebe o ombro frio em troca." Mariella Mosthof do Wetpaint afirmou: "Apesar de suas tendências desagradáveis, mas bem-intencionadas, flertamos brevemente com a ideia de gostar da personagem de April na temporada passada, e parece que há muitas oportunidades para ela voltar e nos encantar novamente desta vez." Revendo a primeira parte da temporada oito, Courtney Morrison, da TV Fanatic, escreveu: "Embora a menina tenha crescido em termos de simpatia, suas quedas ainda superam os aspectos positivos. Ela realmente não traz muita coisa para a mesa. Ela não era a melhor escolha para residente-chefe; ela não parece estar no mesmo nível cirúrgico e não tem uma história por conta própria que nos faça se importar com ela."
Kepner foi incluído na lista de Personagens mais odiados da TV Guide, acrescentando: "A extremamente neurótica de April (ela faz Liz Lemon parecer descontraída) lentamente avança com os fãs, graças a seus contratempos pessoais — ela perdeu a virgindade estimada com o melhor amigo e falhou nos exames — mas ela ainda tem um longo caminho a percorrer." A Entertainment Weekly também a nomeou como uma das "21 personagens mais irritantes da TV de todos os tempos", comentando: "April ficou um pouco mais leve nesta temporada [temporada 9], mas alguns episódios de comportamento compreensivo não podem apagar as dolorosas memórias da médica mais irritante do Seattle Grace Mercy West Hospital." O TV Fanatic a incluiu em sua lista de Pior Personagem na TV.  Christina Tran comentou: "Ela poderia ser mais irritante?!?" Drew afirmou que inicialmente era "difícil" para ela interpretar uma personagem impopular, mas a considerava "interessante" e quando ela foi informada pelos escritores que seu personagem faria o Dr. Shepherd (Dempsey) ser baleado no final da sexta temporada, sua reação foi: "Oh, vamos lá pessoal, sério?  Eles já odeiam o meu personagem, agora eles vão odiá-lo ainda mais!"
A recepção dos críticos mudou gradualmente positivamente. Entertainment Weekly observou: "April era alegre, irritante e imatura, e sua paixão por Derek também não agradava. Mas hoje em dia dizemos viva para April; desde que Meredith declarou que as dois são amigas, April se tornou muito mais tolerável, em vez de ser Lexie 2.0." Courtney Morrison do TVFanatic escreveu: "April cresceu desde que seu personagem foi introduzido. Ela não é mais tão irritante quanto costumava ser e é honesta. Uma garota com princípios é uma garota que você quer fazer bem." e descreveu ela e Avery como "um casal para quem os espectadores podem torcer". The Hollywood Reporter também comentou: "É bom ver April com um pouco de espinha dorsal e colocar Alex em seu lugar, pois a confiança recém-descoberta lhe convém."